# 쿵더청

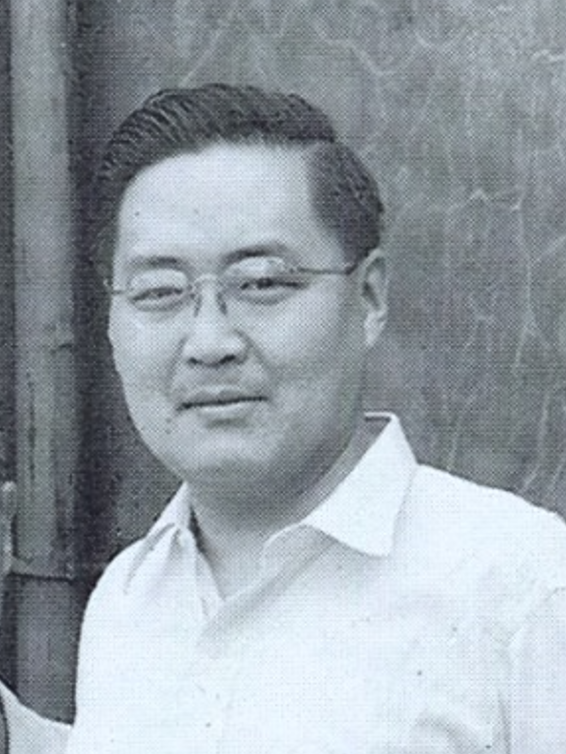
쿵더청

쿵더청(공덕성, 孔德成, 1920년 2월 23일 ~ 2008년 10월 28일)은 공자의 77대 직계자손이다.
공자의 탄생지로 유명한 산둥성(山東省) 취푸(曲阜)에서 태어났으며, 아버지는 그가 태어나기 전에 사망했다. 공자의 종손으로서 그는 연성공(衍聖公)이라는 세습작위를 받았다. 그 직위는 1935년, 중화민국 국민정부에 의해 대성지성선사봉사관(大成至聖先師奉祀官)으로 변경되었다.
국공 내전 이후에 타이완으로 건너와, 1956년부터 1964년까지 국립고궁박물원 원장, 1984년부터 1993년까지 중화민국 고시원 원장으로 재임했으며, 국립 타이완 대학에서 교수직을 맡기도 했다.
2008년 10월 28일 타이베이 현(臺北縣)에 있는 한 병원에서 폐렴 및 패혈증으로 숨을 거두었다.